# Kabinett Klagges
Das Kabinett Klagges bildete die Landesregierung des Freistaates Braunschweig 1933–1945.
| Amt                                         | Name                                            | Partei |
| ------------------------------------------- | ----------------------------------------------- | ------ |
| Ministerpräsident, Inneres und Volksbildung | Dietrich Klagges                                | NSDAP  |
| Finanzen                                    | Friedrich Alpers                                | NSDAP  |
| Justiz (bis 4. Dezember 1934)               | Friedrich Alpers                                | NSDAP  |
| Staatsräte                                  | Kurt Bertram Friedrich Jeckeln ab 1. April 1940 | NSDAP  |